# 遊佐雄彦
遊佐 雄彦（ゆさ かつひこ、1935年3月6日 - 2012年12月13日）は、日本のジャーナリスト。
福島県二本松市出身。1958年、埼玉大学文理学部卒、読売新聞社に入り、地方支局を回って1962年本社復帰。地方部、整理部、婦人部、1974年新聞監査委員。

## 著書
- 『おんなの生きがい 未婚の母から転身の尼僧まで』花曜社 1974
- 『男が自信を取り戻す本』国際商業出版 1976
- 『県別人づきあいの本 性格の捉え方 心の把み方』日新報道 1977
- 『立場のない立場から たった一人の社会学』国際商業出版 1978
- 『琵琶湖を沸かせた男 草の根知事奮戦記』講談社 1978
  - 『琵琶湖を沸かせた男 新党「さきがけ」を創った武村正義の軌跡 新版』フットワーク出版 1993
- 『荷物のない旅』冬樹社 1980
- 『読売新聞ヒラ記者25年』幸洋出版 1983
- 『にっぽん人国ごと雑学データ おもしろデータ・バンク』日本文芸社 1984
- 『これからのサラリーマン中年学 人生の岐路をのりきる』アドア出版 1990
- 『人生の残高があるうちに 勤勉だけが能じゃない<怠けの美学>』世界文化社 1991
- 『ああ!火事場のヤケ酒』五月書房 1994

共著
- 『小説複合汚染への反証』見里朝正・山根一郎・山口誠哉・西川勢津子・林敏夫・岩本経丸共著　国際商業出版 1975

### 翻訳
- エリック・ウエーバー『ピックアップガールズ』住宅新報社 1976
- ジョック・ハスウェル『陰謀と諜報の世界 歴史にみるスパイの人間像』白揚社 1978
- ピーター・ハウリ, シャーリー・リンデ『薬なしで不眠症を治す本 アメリカからやってきた』二見書房 サラ・ブックス　1992

## 論文
- ＜遊佐雄彦